# تيري سميث (معلق رياضي)
تيري سميث (بالإنجليزية: Terry Smith)‏ هو معلق رياضي أمريكي، ولد في 14 يونيو 1955.